# John Beresford, V marchese di Waterford
John Henry de la Poer Beresford, V marchese di Waterford (21 maggio 1844 – 23 ottobre 1895), è stato un politico irlandese.

## Biografia
Era il figlio maggiore di John Beresford, IV marchese di Waterford, e di sua moglie,  Christiana Leslie.

## Carriera politica
Fu deputato per County Waterford nel 1865, carica che mantenne fino all'anno successivo, quando successe al padre nel marchesato e prese il suo posto alla Camera dei lord.
Venne nominato Lord Luogotenente di Waterford (1874-1895) ed è stato ammesso al Consiglio privato irlandese nel 1879. 
Nel 1885 presto giuramento Consiglio privato e nominato Master of the Buckhounds sotto Lord Salisbury, incarico che mantenne fino alla caduta della amministrazione conservatrice nei primi mesi del 1886.

## Matrimoni

### Primo Matrimonio
Sposò, il 9 agosto 1872, Florence Grosvenor Rowley (?-4 aprile 1873), figlia di George Rowley e Emily Isabella Honner. Non ebbero figli.

### Secondo Matrimonio
Sposò, il 21 luglio 1874, Lady Blanche Somerset (1854-22 febbraio 1897), figlia di Henry Charles FitzRoy Somerset, VIII duca di Beaufort e di Lady Georgiana Charlotte Curzon. Ebbero quattro figli:
- Henry Beresford, VI marchese di Waterford (1875-1911);
- Lady Mary Beresford (1877-1877);
- Lady Susan Beresford, sorella gemella di Lady Mary (1877-1947), sposò il maggiore Hugh Dawnay, ebbero quattro figli;
- Lady Clodagh Beresford (1879-1957), sposò Claud Anson, ebbero tre figli.

## Morte
Morì suicida con un colpo d'arma da fuoco il 23 ottobre 1895, all'età di 51 anni.